# Parpanese
Parpanese è una frazione del comune di Arena Po, in provincia di Pavia, situata a 30 km dal capoluogo.

## Geografia
La frazione di Parpanese si trova a est della foce del rio Carogna nel Po non lontano dal confine con l'Emilia-Romagna, è il centro abitato più a est dell'Oltrepò pavese.
Il confine con l'Emilia-Romagna si trova a est a solo 600 metri dal centro abitato sulla strada che porta al ponte sul Po, mentre a sud il confine è a solo 1 km sulla strada che porta a Castel San Giovanni.

## Storia
Parpanese è noto per la prima volta nel 1021, nel 1195 Federico Barbarossa venne ceduto al Contado di Pavia che la costruì una torre di difesa ed obbligò gli abitanti a mantenere degli arceri per marciare su Milano contro la Lega Lombarda e quindi per questo motivo le armate della Lega Lombarda bruciarono tre volte il paese che era allora conteso tra Pavia e Piacenza.
Fino al 1395 faceva parte del feudo di Arena Po, venne quindi staccata ed entrò a far parte dei patrimoni dell'abate del Monastero di San Bartolomeo in Strada di Pavia. 
Il 19 settembre 1566 Filippo I nominò il duca di Alburquerque Beltrán de la Cueva commissario delle regie entrate straordinarie dello Stato di Milano che stabilì che nel porto di Parpanese dovevano essere presenti tre soldati per il controllo doganale. 
Il comune venne abolito nel 1743 e annesso a Arena Po subito dopo il Trattato di Worms che aveva ceduto l'Oltrepò Pavese ai Savoia ed entrò a far parte della neoistituita provincia di Voghera. Dalla Restaurazione al 1859 era al confine con Lombardo-Veneto austriaco e il Ducato di Parma e Piacenza.

## Monumenti e luoghi d'interesse
La pieve di Parpanese è dedicata a San Gorgonio; venne costruita nel XII secolo per i pellegrini sulla Via Francigena sulla strada per Roma ed era gestita dalla compagnia del Sacro Cuore di Gesù. Ricostruita più volte, la Pieve è oggi gestita dall'associazione "Amici di Pietro Delfitto".
La parrocchia era parte della diocesi di Pavia fino 1817 quando passò alla diocesi di Tortona, dal 1974 è compresa vicariato di Stradella nella zona pastorale di Broni-Stradella.

## Società

### Evoluzione demografica
1562: 200 circa
1820: 216